# Cortaderia boliviensis
Cortaderia boliviensis är en gräsart som beskrevs av M.Lyle. Cortaderia boliviensis ingår i släktet Cortaderia, och familjen gräs.
Artens utbredningsområde är Bolivia. Inga underarter finns listade i Catalogue of Life.